# Hayden Smith
Hayden W. Smith, né le 10 avril 1985 à Penrith, est un joueur américain de rugby à XV et de football américain.

## Biographie
Hayden Smith commence sa carrière de sportif professionnel en tant que basketteur avant de passer au rugby à XV sur le tard. Il joue avec les Denver Barbarians où il évolue au poste de deuxième ligne. Puis il part pour l'Angleterre où il joue avec les Saracens de 2008 à 2012. C'est à cette époque qu'il connaît ses sélections avec l'équipe des États-Unis de rugby à XV. En 2012, il quitte le rugby à XV pour le football américain et s'engage avec les Jets de New York en National Football League au poste de Tight end.